# Cantón Centinela del Cóndor
El cantón Centinela del Cóndor es un cantón en la provincia de Zamora Chinchipe, Ecuador. El origen de su nombre se debe por ser una de la entradas hacia la Cordillera del Cóndor, atravesando Paquisha.
El alcalde actual para el período 2023-2027 es Ing. Segundo Sarango.

## Noticias
Noticias de Centinela del Cóndor

## Información general
Centinela del Cóndor, es un pequeño cantón y uno de los más recientes creados para la provincia. No tiene fronteras con otras provincias y se encuentra rodeado por los cantones Zamora, Yantzaza, Paquisha y Nangaritza.

## Principales atracciones turísticas
- Parada Turística Roca Lisa
- Cascada La Yamala, Cascada Velo de Novia, Cascada Las Lianas, Cascada La Caverna, Cascada El Amor, Cascada El Pájaro.
- Playas de Cuje
- Playas de Nanguipa
- Balneario El Paraíso, a 1500 m del Río Zamora.
- Laguna El Tuntiak

## División política
El cantón tiene una parroquia urbana, 2 Parroquias Rurales y 31 barrios rurales: 

### Parroquia Urbana
- Zumbi

### Parroquia Rurales
- Triunfo-Dorado
- Panguintza